# Règle et statuts de l'ordre du Temple
Lors du concile de Troyes, où l'idée d'une règle propre à l'ordre du Temple a été acceptée, la tâche de la rédiger fut confiée à Bernard de Clairvaux. Celui-ci, après avoir commencé à rédiger le prologue, la fit écrire par un clerc qui faisait sûrement partie de l'entourage du légat pontifical présent au concile, Jean Michel (Jehan Michiel), sur des propositions faites par Hugues de Payns. Cependant le véritable « auteur » de la Règle est le concile qui, en l'approuvant, lui conférait son autorité.
La règle de l'ordre du Temple s'inspire directement de la règle de saint Benoît:
« C'est à toi donc maintenant que s'adresse ma parole, à toi, qui que tu sois, qui renonces à tes volontés propres et prends les nobles et fortes armes de l'obéissance, afin de combattre pour le Seigneur Christ, notre véritable roi. »(2e phrase du prologue).
Elle fait quelque emprunts à la règle de saint Augustin, mais enjoint seulement aux chevaliers de suivre la liturgie des chanoines réguliers du Saint-Sépulcre de Jérusalem (Règle § 1.2). Elle est toutefois adaptée au genre de vie active que menaient les frères templiers qui étaient des militaires. Par exemple, les jeûnes étaient moins sévères que pour les moines bénédictins, de manière à ne pas affaiblir les Templiers appelés à combattre. Par ailleurs, la règle était adaptée à la bipolarité de l'ordre : certains articles concernaient aussi bien la vie en Occident (conventuelle) que la vie en Orient (militaire).

## Règle primitive
Datée de 1129, la règle primitive, écrite en latin, est annexée au procès-verbal du concile de Troyes. Elle est introduite par un prologue constitué de vingt à vingt-quatre articles selon les éditions. Le corps de la Règle comprend un total de 72 articles.
Une étude critique de l'ensemble des manuscrits de la Règle et des Retraits a été menée par Simonetta Cerrini, dans sa thèse de doctorat soutenue en 1998. Elle constitue à ce jour l'état le plus achevé de la recherche historique en ce domaine(cf. bibliographie).
Synthèse, d'après le résumé du SUDOC :
1. La première partie de cette thèse contient

l'édition critique de la règle de l'ordre du Temple, ordre religieux-militaire de la chrétienté. L'édition du texte latin approuvée au concile de Troyes (1129), est suivie par celle de la version en langue d'oïl. Les deux éditions sont augmentées d'un glossaire. Un chapitre est consacré à l'histoire du texte de la règle et des statuts et de ses témoins manuscrits : on y trouvera une liste des mentions des manuscrits établie à partir des inventaires de bibliothèques médiévales, ainsi que le recensement et la description des manuscrits subsistants de textes normatifs de l'ordre.
1. La deuxième partie contient

l'étude de la genèse de la règle, avec identification des participants au concile, la justification de l'attribution à Hugues de Payns, premier grand maître, de la lettre Christi militibus, l'anticipation de la date de cette dernière et du De laude nove militie de saint Bernard avant le concile de Troyes.
1. La troisième partie

le résumé et le commentaire des textes latin et français rendent compte de l'esprit de la règle, l'analyse des sources de la règle - essentiellement la règle de saint Benoît-, le repérage de lieux parallèles, ainsi que l'approfondissement de certains articles, montrent l'effort pour canaliser dans des voies institutionnelles la nouveauté de l'ordre. Il s'en dégage une tendance 'anti-ascétique' et une tendance 'anti-héroïque' : la règle veille à la bonne condition physique des templiers pour affronter le combat, mais elle reprouve la chasse, la 'prouesse' et la 'largesse', usages typiques de la chevalerie. Le commentaire de la version française illustre les divergences de la traduction vis-a-vis du texte latin. On émet l'hypothèse que le texte latin constitue une sorte de procès-verbal du concile, alors que le plan français, très différent et plus rationnel, pourrait correspondre à celui qui fut exposé par Hugues de Payns lors du concile de Troyes. La version française montre qu'une fois le statut du templier approuvé par le concile, les exigences pratiques prirent le pas sur l'esprit de la règle.

## Règle française
Vers 1135-1139, sous la maîtrise du deuxième maître de l'ordre du Temple, Robert de Craon (1136-1149), la règle primitive est traduite en français mais l'ordre des chapitres de la Règle primitive y est complètement bouleversé. À cette occasion, certains articles sont supprimés, d'autres modifiés, et le plan général est remanié de façon à regrouper les articles portant sur le même sujet. Ainsi, tous les articles concernant la réception dans l'ordre sont rassemblés au début du manuscrit. La période de noviciat d'un an devient une mise à l'épreuve et l'interdiction de côtoyer les excommuniés dans la règle latine est assouplie grâce à un subtil changement de sens (suppression d'une négation) au moment de la traduction. Ceci permettait un plus large recrutement, y compris parmi les chevaliers pécheurs (mais repentants). Dans ce cas, les excommuniés devaient être absous par l'évêque concerné. Les chevaliers excommuniés doivent donc se réconcilier avec l'Église avant de rejoindre l'ordre. La règle précise que les frères ne doivent pas avoir affaire à un excommunié dans d'autres circonstances. Le but est de permettre aux pêcheurs de trouver la voie du salut.
De plus, la règle française indique pour la première fois que l'ordre dispose de ses propres prêtres qui sont placés sous l'autorité du maître et par conséquent du pape (et non de l'évêque du lieu, ce qui ne manquera pas de provoquer des conflits)[réf. nécessaire].
La Règle française s'ouvre sur un discours emphatique qui s'adresse directement aux frères :
« Vous, qui renoncez à vos propres volontés pour être les serviteurs du souverain roi, par les chevaux et par les armes, pour le salut de vos âmes, (...) ».
Aucun des manuscrits conservés n'est antérieur au milieu du XIIIe siècle.

## Retraits
À partir de 1139, Innocent II autorise les Templiers à modifier leurs coutumes.
Les articles 70 et 71 de la Règle furent probablement ajoutés à cette date.
Les retraits ou retrais, sont des articles statutaires qui ont été rédigés en langues romanes (langue d'oc, d'oïl et catalan) à l'occasion des chapitres généraux de l'ordre. Au cours du XIIIe siècle, ils ont été organisés en un corpus structuré ajouté à la Règle française. En l'absence de tout témoin antérieur au milieu du XIIIe siècle, il n'est pas possible de les dater avec certitude de manière détaillée.
Ils apportent un éclaircissement sur :
- articles 77-197 : la hiérarchie de l'ordre
- articles 198-223 : le mode d'élection du maître de l'ordre
- articles 224-278 : les pénalités
- articles 279-385 : la vie conventuelle
- articles 385-543 : la tenue des chapitres ordinaires
- articles 544-656 : nouveaux statuts pénitentiels
- articles 657-686 : la réception dans l'ordre et ses étapes

Selon S. Cerrini (p. 522 et 524), une première strate de retraits aurait été composée dès 1139, bien qu'il ne s'agisse que d'une hypothèse, puisqu'aucun manuscrit français n'est conservé avant le milieu du XIIIe siècle.
D'autres en repoussent la date jusqu'à l'époque du maître Bertrand de Blanquefort (1156-1169).
Il faudrait compter quatre à cinq rédactions différentes des retraits, les unes datables avant 1187 (hiérarchie), et les autres entre 1200 et 1257 (justice). La thèse de S. Cerrini ne contient aucune information détaillée sur la datation précise des retraits parce qu'elle s'en tient à la seule critique externe qui ne permet pas de remonter plus-haut que le milieu du XIIIe siècle.

## Manuscrits de la règle
La redécouverte de la règle primitive de l'ordre du Temple date de 1610. Il s'agit du manuscrit de l'abbaye Saint-Victor, aujourd'hui conservé à la Bibliothèque nationale de France.
Sa traduction a été réalisée par le doyen de la faculté d'Anvers et historien, Aubert le Mire (1573-1640), qui est aussi à l'initiative des premières publications au début du XVIIe siècle. Par la suite, d'autres traductions vont être publiées dans le courant du XVIIe et du XVIIIe siècle. Une traduction en anglais est publiée en 1623, à Londres.
Ces textes s'inscrivent dans trois types d'ouvrages sur :
- les constitutions et les chroniques de Cîteaux
- les actes des conciles
- les ordres de chevalerie

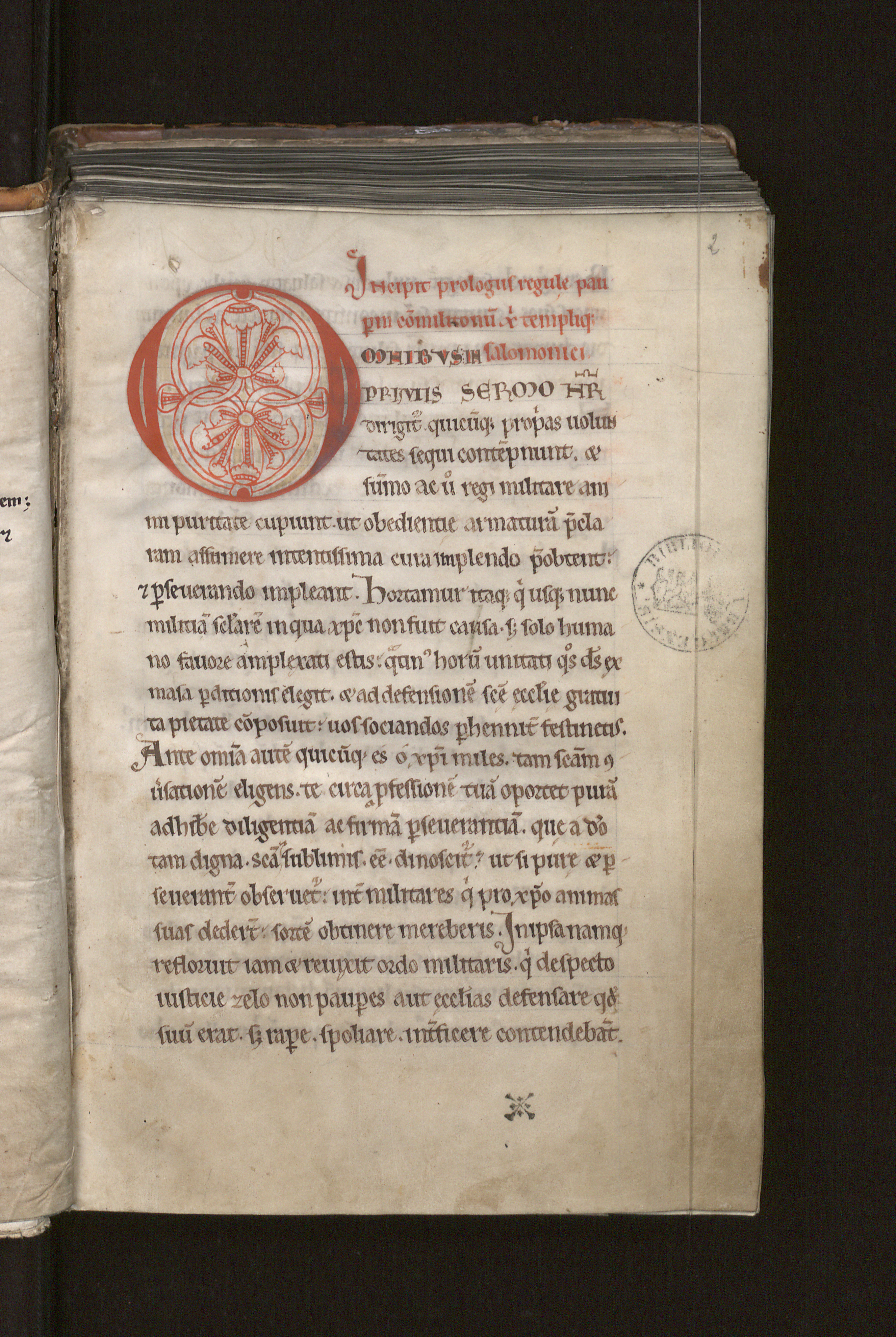
Plus ancienne copie de la Règle latine des Templiers.

Par la suite, les historiens vont découvrir dans les fonds d'archives européens d'autres manuscrits qui permettront de compléter les connaissances sur l'ordre du Temple. Nous sont parvenus :
- 6 manuscrits de la Règle latine : Bruges (12e3/3), Londres (12e3/3), Paris (12e3/3), Munich (1160-1199), Nîmes (12e4/4), et Prague (12e4/4).
- 4 manuscrits de la Règle française : Paris (BnF, fr. 1977, 13e3/4), Dijon (Bibl. mun. 13e2/2+Retraits hiérarchiques), Rome (Lincei 44.A.14, 13e4/4) et Baltimore (13e4/4).
- 1 manuscrit des retraits en Catalan : Barcelone, Archivo de la Corona de Aragòn, Cartes Reales, ms 3344 (vers 1273-1291)[8]. L'ordre des articles est totalement différent de celui des témoins des éditions françaises.
- 5 manuscrits des retraits en français : Paris; Dijon (cf. ci-dessus); Vatican; Baltimore, Walters Art Gallery, W.132 (transcrit au XIXe s. dans Paris, BnF, n.a.l. 68)
- 3 manuscrits des retraits latins (fragmentaires), dont Vatican, Barb. lat. 659.

Une quinzaine de manuscrits répertoriés dans les fonds anciens de bibliothèques sont aujourd'hui perdus ou ont été mal identifiés, par confusion avec la règle des hospitaliers.